# Yenice (Gercüş)
Yenice ist ein Dorf im Landkreis Gercüş der türkischen Provinz Batman. Yenice liegt etwa 91 km südlich der Provinzhauptstadt Batman und 33 km südwestlich von Gercüş. Yenice hatte laut der letzten Volkszählung 308 Einwohner (Stand Ende Dezember 2009).